# Halowe Mistrzostwa Świata w Lekkoatletyce 1991 – bieg na 60 m przez płotki mężczyzn
Bieg na 60 m przez płotki mężczyzn – jedna z konkurencji rozgrywanych podczas halowych mistrzostw świata w lekkoatletyce w 1991. Eliminacje i finał odbyły się 9 marca.
Do eliminacji zgłoszonych zostało 25 zawodników z 17 państw.
Zawody w tej konkurencji wygrał reprezentant Stanów Zjednoczonych Greg Foster. Drugą pozycję zajął zawodnik ze Związku Radzieckiego Igors Kazanovs, trzecią zaś reprezentujący Kanadę Mark McKoy.

## Wyniki

### Eliminacje
Źródło: 
Bieg 1
| Miejsce | Zawodnik      | Państwo        | Wynik | Uwagi |
| ------- | ------------- | -------------- | ----- | ----- |
| 1.      | Mark McKoy    | Kanada         | 7,58  |       |
| 2.      | Andrew Parker | Jamajka        | 7,77  |       |
| 3.      | Thomas Kearns | Irlandia       | 7,78  | NR    |
| 4.      | Carlos Sala   | Hiszpania      | 7,78  |       |
| –       | Robert Změlík | Czechosłowacja | DNF   |       |
| –       | Siergiej Usow | ZSRR           | 7,75  |       |

Bieg 2
| Miejsce | Zawodnik         | Państwo | Wynik | Uwagi |
| ------- | ---------------- | ------- | ----- | ----- |
| 1.      | Gheorghe Boroi   | Rumunia | 7,68  |       |
| 2.      | Igors Kazanovs   | ZSRR    | 7,72  |       |
| 3.      | Holger Pohland   | Niemcy  | 7,73  |       |
| 4.      | Laurent Ottoz    | Włochy  | 7,81  |       |
| 5.      | Rafał Cieśla     | Polska  | 7,84  |       |
| 6.      | Kimihiro Kaneko  | Japonia | 7,89  |       |
| 7.      | Nur Herman Majid | Malezja | 8,33  | NR    |

Bieg 3
| Miejsce | Zawodnik          | Państwo           | Wynik | Uwagi |
| ------- | ----------------- | ----------------- | ----- | ----- |
| 1.      | Greg Foster       | Stany Zjednoczone | 7,52  |       |
| 2.      | Emilio Valle      | Kuba              | 7,58  | NR    |
| 3.      | Piotr Wójcik      | Polska            | 7,70  |       |
| 4.      | Jiří Hudec        | Czechosłowacja    | 7,71  |       |
| 5.      | Dan Philibert     | Francja           | 7,75  |       |
| 6.      | Toshihiko Iwasaki | Japonia           | 7,94  |       |

Bieg 4
| Miejsce | Zawodnik         | Państwo           | Wynik | Uwagi |
| ------- | ---------------- | ----------------- | ----- | ----- |
| 1.      | Jack Pierce      | Stany Zjednoczone | 7,62  |       |
| 2.      | Philippe Tourret | Francja           | 7,66  |       |
| 3.      | Nigel Walker     | Wielka Brytania   | 7,72  |       |
| 4.      | Herwig Röttl     | Austria           | 7,77  | =     |
| 5.      | Stefan Mattern   | Niemcy            | 7,85  |       |
| 6.      | Tim Kroeker      | Kanada            | 7,93  |       |

### Półfinały
Źródło: 
Bieg 1
| Miejsce | Zawodnik      | Państwo           | Wynik | Uwagi |
| ------- | ------------- | ----------------- | ----- | ----- |
| 1.      | Greg Foster   | Stany Zjednoczone | 7,44  |       |
| 2.      | Emilio Valle  | Kuba              | 7,60  |       |
| 3.      | George Boroi  | Rumunia           | 7,60  |       |
| 4.      | Thomas Kearns | Irlandia          | 7,69  | NR    |
| 5.      | Piotr Wójcik  | Polska            | 7,73  |       |
| 6.      | Dan Philibert | Francja           | 7,77  |       |
| 7.      | Andrew Parker | Jamajka           | 7,84  |       |
| –       | Siergiej Usow | ZSRR              | 7,66  |       |

Bieg 2
| Miejsce | Zawodnik         | Państwo           | Wynik | Uwagi |
| ------- | ---------------- | ----------------- | ----- | ----- |
| 1.      | Mark McKoy       | Kanada            | 7,49  |       |
| 2.      | Igors Kazanovs   | ZSRR              | 7,56  |       |
| 3.      | Philippe Tourret | Francja           | 7,59  |       |
| 4.      | Jack Pierce      | Stany Zjednoczone | 7,61  |       |
| 5.      | Nigel Walker     | Wielka Brytania   | 7,65  |       |
| 6.      | Jiří Hudec       | Czechosłowacja    | 7,67  |       |
| 7.      | Holger Pohland   | Niemcy            | 7,73  |       |
| 8.      | Herwig Röttl     | Austria           | 7,76  | NR    |

### Finał
Źródło: 
| Miejsce | Zawodnik         | Państwo           | Wynik | Uwagi |
| ------- | ---------------- | ----------------- | ----- | ----- |
| 01 !    | Greg Foster      | Stany Zjednoczone | 7,45  |       |
| 02 !    | Igors Kazanovs   | ZSRR              | 7,47  |       |
| 03 !    | Mark McKoy       | Kanada            | 7,49  |       |
| 4.      | Emilio Valle     | Kuba              | 7,60  |       |
| 5.      | Philippe Tourret | Francja           | 7,66  |       |
| 6.      | George Boroi     | Rumunia           | 7,67  |       |
| 7.      | Jack Pierce      | Stany Zjednoczone | 7,68  |       |
| –       | Siergiej Usow    | ZSRR              | 7,66  |       |